# Surakarta (jeu)
Pour les articles homonymes, voir Surakarta et Royaume de Surakarta.

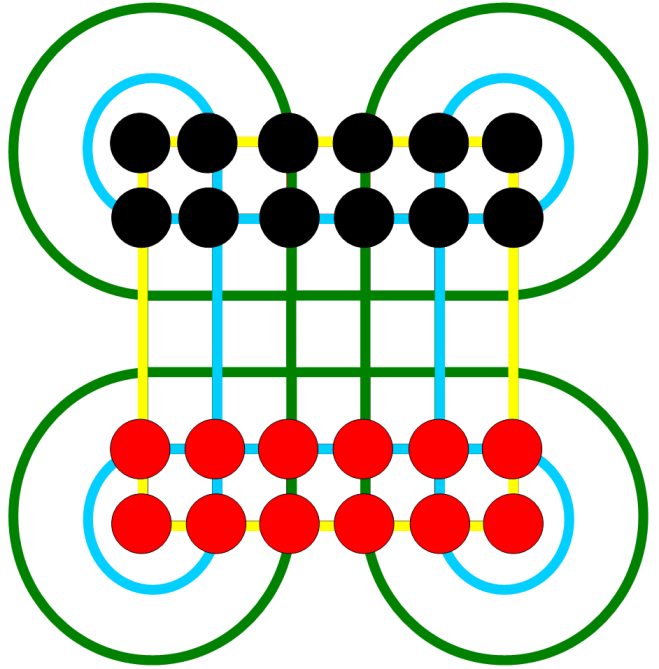
Plateau de jeu et démarrage de Surakarta.

Le surakarta est un jeu de plateau indonésien pour deux joueurs. Il est nommé d'après la ville de Surakarta dans le centre de l'île de Java. Le jeu comporte un mécanisme de capture de pions très original.
Le nom du jeu plutôt utilisé en Indonésie est le Bas Basan Sepur. Il fut publié en France en 1970 sous le nom de « Surakarta ». Il est appelé roundabouts dans Le livre des jeux de plateau classiques de Sid Sackson.

## Matériel

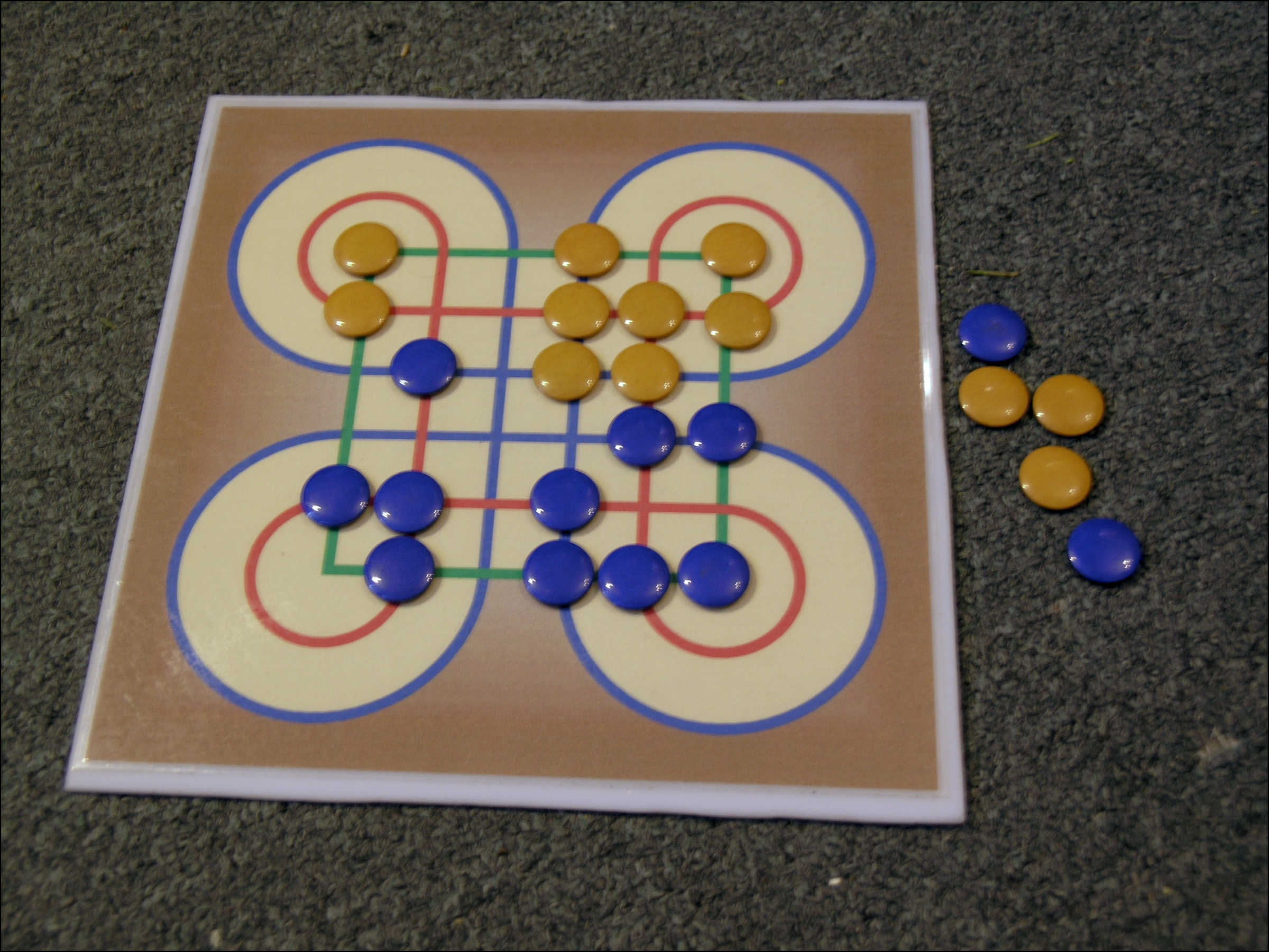
Surakarta avec deux couleurs de pions

En Indonésie, les pièces du jeu peuvent être des coquillages d'une part et des cailloux ou des pierres d'autre part, et le diagramme du jeu est tracé au sol ou sur un carton ou sur une feuille de papier. Mais tous les ensembles de pièces facilement distinguables peuvent être utilisés (par exemple capsules de bouteilles, pions rouges contre pions noirs, ou pions de dames, comme illustré). Les joueurs commencent la partie avec 12 pions chacun.

## Règles
Les joueurs décident qui commence, puis jouent alternativement. Le but du jeu est de capturer les 12 pièces de l'adversaire ou, si aucune capture n'est possible, de finir avec plus de pièces que l'adversaire.
Les pièces se posent sur les points d'intersection de la grille. Lorsque c'est son tour, le joueur déplace une de ses pièces vers un point inoccupé, dans toutes les directions (en avant, en arrière, de côté ou en diagonale), ou fait une capture, suivant un déplacement spécifique au surakarta.

### Mouvement de capture
Un mouvement de capture consiste à déplacer son pion le long du circuit intérieur ou du circuit extérieur (colorés en bleu ou vert sur l'illustration), suivant l'une des huit boucles des coins, en arrivant sur une pièce ennemie, qui est ainsi capturée. Les pièces capturées sont retirés du jeu.
Les boucles des angles ne peuvent être empruntées que lors d'une capture. La pièce effectuant le mouvement entre et quitte la boucle via une ligne de la grille tangente au cercle. N'importe quel nombre de points inoccupés peuvent être parcourus avant, pendant ou après une capture, et un point inoccupé peut être emprunté plus d'une fois au cours de la capture. Seuls des points inoccupés peuvent être parcourus ainsi ; on ne peut pas sauter par-dessus d'autres pions.
La capture n'est jamais obligatoire.

### Fin de la partie
Une partie est gagnée lorsqu'un joueur capture les 12 pièces de son adversaire. S'il n'est pas possible de finir, les joueurs déclarent la fin du jeu d'un commun accord, et le gagnant est celui qui a le plus grand nombre de pièces restantes sur le plateau.

### Points
Un match se compose de plusieurs parties. Les joueurs conviennent à l'avance comment le gagnant sera déterminé. Deux méthodes sont généralement utilisées :
- Jouer un nombre fixe de parties

On compte à chaque partie le nombre de pièces restantes à la fin de la partie. Le gagnant est le joueur ayant le plus grand total de points à la fin de la dernière partie.
- Jouer jusqu'à un nombre fixe de points

On compte les points de la même façon que précédemment, jusqu'à ce que l'un des joueurs atteigne ou dépasse le nombre de points convenu au début.

## Stratégie
En général, les pièces sont plus puissantes lorsqu'elles sont proches du centre du plateau, où elles peuvent être dans un ou deux ensembles de boucles. Les pions situés dans les coins, au contraire, sont faciles à piéger car les espaces à côté du coin peuvent être attaqués depuis plusieurs directions.

## Adversaires contrôlés par ordinateur
Surakarta est l'un des jeux joués régulièrement à l'occasion de l'Olympiade Informatique (tournoi où des ordinateurs s'affrontent à des jeux).

## Variantes
Des variantes du Surakarta sont aussi jouées dans des régions rurales de Chine et de Corée, avec des règles et des plateaux de jeu légèrement différents,,,,. Dans ces variantes, les pions ne peuvent pas aller en diagonale, et peuvent se déplacer le long des boucles extérieures sans capturer de pièce.